# Міст-пором

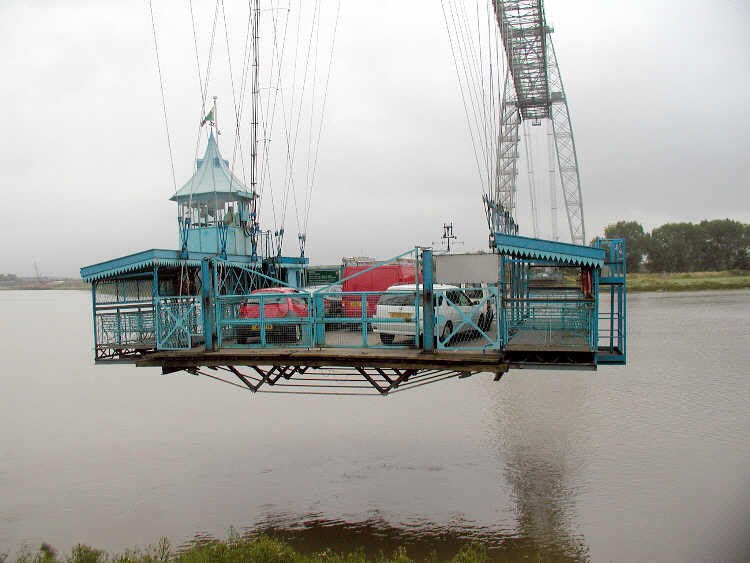
Гондола моста у Ньюпорті

Міст-пором — особлива транспортна система, що складається з двох частин: моста, подібного до величезного мостового крана, і рухомо підвішеної під цим мостом платформи.
У моста-поромв платформа підвішена на тросах.
Вона може підніматися та переміщатися з одного берега водної перешкоди на інший.
Таким чином ця платформа працює як поромне судно.
Мости-пороми будувалися там, де судноплавство вимагало високого прольоту мосту, що, своєю чергою, вимагало довгих (отже, дорогих у будівництві) в'їздів на міст, а використання поромів було утруднено через припливи.

## Історія
Перший міст-пором — Біскайський міст-пором — був побудований в іспанському місті Португалеті 1893 року.
Згодом було збудовано понад два десятки таких мостів.
Найпоширенішими вони були у Франції, де було створено п'ять мотсів-поромів.
.
Мости-пороми припинили будувати вже в 1920-х роках, оскільки вони вже не справлялися з перевезенням збільшеної кількості автівок

Тим не менш, було кілька винятків: міст-атракціон «Sky Ride», побудований в 1933 спеціально для всесвітньої виставки в Чикаго (з прольотом в 564 метри, розібраний після закриття виставки у листопаді 1934); міст, побудований у Сталінграді в 1955 році (це був найдовший міст такого типу з прольотом в 874 м) і побудований в 1998 році у Лондоні міст «Royal Victoria Dock Bridge» (на початок 2010-х використовується тільки як пішохідний міст)
.
На початок 2020-х найбільше мостів-поромів існує у Великій Британії (їх чотири, проте один з них не використовується)
.